# Gülek Kalesi
Gülek Kalesi ist eine kleinarmenische Burg beim Ort Gülek im Landkreis Tarsus der türkischen Provinz Mersin. Sie überwachte im Mittelalter die Kilikische Pforte. Heute ist sie eine Ruine.

## Name
Die Festung trug den armenischen Namen Guglag oder Kuklak, fränkisch Cogulat, arabisch Kawlāk und lateinisch Cogolaquum. Evliya Çelebi erwähnt sie als Gülek Kale, Theodor Kotschy als Güllek Gala und Victor Langlois als Kulek-Kalessi.

## Lage
Südlich von Pozantı, etwa 20 Kilometer nördlich der Burg, durchbricht die Kilikische Pforte die Kette des Taurusgebirges. Sie bildete schon im Altertum die wichtigste Passverbindung vom anatolischen Kernland nach Kilikien, Syrien und weiter nach Süden. Der südliche Ausgang der Pforte liegt bei Gülek, weshalb sie im Türkischen Gülek Boğazı (Gülek-Schlucht) genannt wird. Aus dem westlich gelegenen Gebirgszug Bolkar Dağları erhebt sich hier ein Bergstock mit einem weiträumigen Gipfelplateau, auf dem die Burg errichtet ist. Nach Norden und Osten bricht der Fels steil ab, dort liegt fast 500 Meter tiefer der Grund der Schlucht, durch die heute die E 90, die Straßenverbindung durch die Kilikische Pforte, verläuft. Die Festung konnte von hier den Transitverkehr über den Taurus überwachen. Von der westlich durch Gülek verlaufenden Fernstraße D-750 führt ein sechs Kilometer langer Weg in zahlreichen Serpentinen zur Burg.

## Geschichte
Die Burg ist vermutlich an der Stelle einer byzantinischen Befestigung errichtet, die den arabischen Namen Ḥiṣn Bulas trug. Sie wird erstmals 1199 in der Lehensliste des kleinarmenischen Königs Leon I. erwähnt. Dort wird ein Burgherr mit Namen Sempad genannt. In einer Privilegurkunde König Leons II. von Kleinarmenien für die Republik Genua wird Guglag 1288 als Zollstelle des kleinarmenischen Königreichs von Kilikien erwähnt. Im Jahr 1310 wird Alinak, ein Bruder des Königs Oschin von Armenien, als dominus Cogolaqui (Herr von Cogolaquum) bezeichnet. Gegen Ende des 14. Jahrhunderts ist Kawlāk ein von Turkmenen bewohnter Bezirk des Mamlukenreiches. Der französische Reisende Bertrandon de la Broquière nennt im 15. Jahrhundert Cublech das höchste Kastell, das er kennt. Nach Kotschy bewohnte noch 1855 ein Kaleh Agassi (Burgherr) das Gelände, Langlois dagegen berichtet etwa zur gleichen Zeit nur noch von den Ruinen einiger verlassener Turkmenenhütten. Laut Hansgerd Hellenkemper und Friedrich Hild, die 1973 den Ort besuchten, steht dort heute das verlassene Haus des Dichters Kasim Gülekçi.

## Aufbau

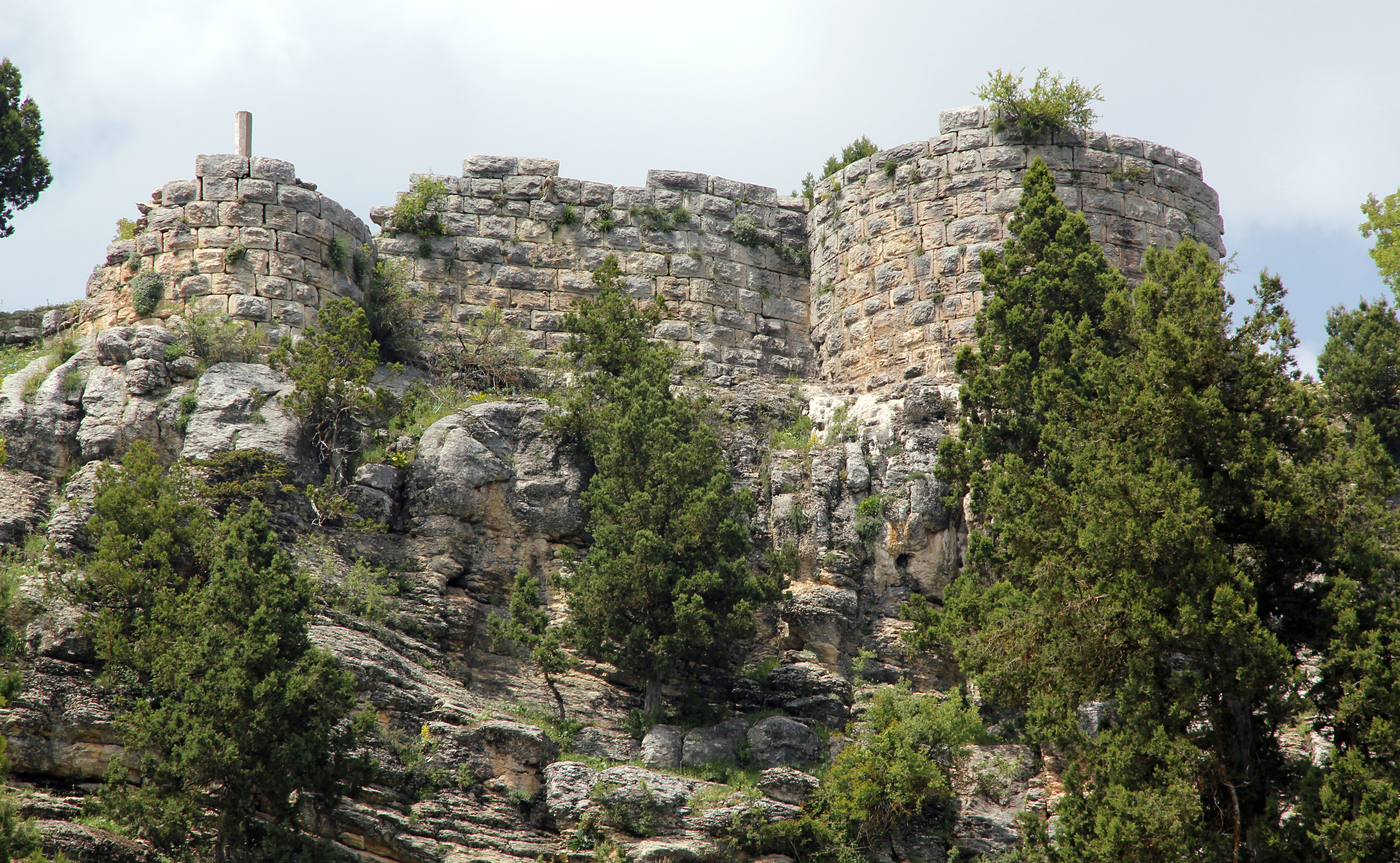
Bastionen

An der Süd- und Westseite ist das Burgareal durch zweischalige Mauern geschützt, wobei von den westlichen heute nur noch Substruktionen erhalten sind. Die Kurtinen sind in unregelmäßigen Abständen von halbrunden Bastionen und einer Rechteckbastion unterbrochen. Zwischen zwei überlappenden Kurtinenabschnitten liegt die Toranlage. Sie besteht aus einem spitzbogigen Portal von 3,44 Metern Breite und 2,55 Metern Höhe und einer ehemals zweiflügelig verschlossenen Tür von 2,32 × 3,35 Meter Größe mit einem dreiteiligen Sturz. Dazwischen liegt ein Maschikulischacht. Nach Norden und Osten wurde wegen der steil abfallenden Felswände auf eine Befestigung verzichtet. Von der Innenbebauung sind nur noch zwei in den Fels gehauene Zisternen erhalten. Nach den Bossen- und Werksteinquadern kann das Bauwerk in die Wende vom 12. zum 13. Jahrhundert datiert werden.